# Чукурджа
Чукурджа (тур. Çukurca) — город и район в провинции Хаккяри (Турция).

## История
Здесь находилось одно из первых поселений цивилизации Урарту.